# سبزآباد (تمبی گلگیر)
سبزآباد یک یک روستا در ایران است که در دهستان تمبی گلگیر شهرستان مسجدسلیمان واقع شده‌است. سبزآباد ۴۱ نفر جمعیت دارد.

## جمعیت
این روستا در بخش گلگیر قرار دارد و براساس سرشماری مرکز آمار ایران در سال ۱۳۸۵، جمعیت آن ۴۱ نفر (۷ خانوار) بوده‌است.